# پالرموی عرب-نورمن و کلیساهای جامع چفالو و مونرئاله
پالرموی عرب-نورمن و کلیساهای جامع چفالو و مونرئاله مجموعه‌ای از ۹ بنای مذهبی و مدنی است که در سواحل شمالی سیسیل قرار دارند و مربوط به دوران پادشاهی سیسیل (۱۱۳۰–۱۱۹۴) هستند: دو کاخ، سه کلیسا، یک کلیسای جامع، و یک پل در پالرمو و کلیسای جامع چفالو و مونرئاله. تمامی این بناها به عنوان میراث جهانی یونسکو در سال ۲۰۰۵ فهرست شده‌اند.
فرمانروایان نورمن سازه‌های مختلفی را بنا کردند که به سبک عرب-نورمن معروف است. آنها بهترین شیوه‌های معماری عرب و بیزانسی را در هنر خود شکل دادند. توجه به این نکته مهم است که هر کدام از این سازه‌ها به دست شخص متفاوتی ساخته شده و آن‌ها به دلیل معماری و دوره زمانی مشترکشان به یکدیگر مرتبط هستند. این سایت‌ها هویت مناطقی که در آن ساخته شده‌اند را به هم مرتبط می‌کند و یک هویت مشترک شکل می‌دهد. این به این دلیل است که بسیاری از افراد ترجیح می‌دهند از این بناها همزمان با هم بازدید کنند، نه اینکه هرگاه از یکی بازدید کنند.
در حال حاضر تمامی ساختمان‌ها تحت مرمت و مراقبت پیوسته هستند. هر سایت به گونه خود مراقبت می‌شود، اما بیشتر مرمت‌ها شامل ترمیم موضعی (تمیز کردن، نگهداری نقاشی‌های دیواری و غیره)، پژوهش (اینکه ساختمان ممکن است در ابتدا چه شکلی بوده باشد و چه کاری در آنجا انجام شده‌است) و بازسازی ساختاری (اطمینان از ایمن بودن ساختمان) است.

## ساختمان‌ها
| ساختمان                        | شهر      | نگاره |
| ------------------------------ | -------- | ----- |
| کاخ نورمن‌ها                    | پالرمو   |       |
| کلیسای پالاتینا                | پالرمو   |       |
| زیسا                           | پالرمو   |       |
| کلیسای جامع پالرمو             | پالرمو   |       |
| کلیسای سان جیووانی دگلی ارمیتی | پالرمو   |       |
| کلیسای سانتا ماریا دل‌آمریگالیو | پالرمو   |       |
| کلیسای سان کاتالدو             | پالرمو   |       |
| پل دریاسالار                   | پالرمو   |       |
| کلیسای جامع چفالو              | چفالو    |       |
| کلیسای جامع مونرئاله           | مونرئاله |       |